# Les Nuits de Strasbourg
Les Nuits de Strasbourg est un roman en français d'Assia Djebar publié en août 1997 aux éditions Actes Sud.

## Résumé
L'action se déroule pour l'essentiel à Strasbourg en 1988.
Le personnage principal, Thelja, jeune femme algérienne, née en 1959, doctorante à Paris, a laissé son (ancien) mari Halim (architecte à Alger, spécialisé en protection du patrimoine), et son fils Tawfik (5 ans) chez sa grand-mère, (et peut-être une fille, Selma, à Tébessa), pour poursuivre ses études à Paris.
Elle y a rencontré François, la cinquantaine, Strasbourgeois (d'origine), veuf récent, travaillant à la direction du Port de Strasbourg. 
Elle a décidé de passer 8 ou 9 jours à Strasbourg, avec François, pour l'amour physique, chaque nuit dans un hôtel différent, mais aussi pour retrouver une amie d'enfance (à Tébessa, puis d'errance), Eve (Hawa), juive algérienne, désormais installée à Strasbourg, enceinte de son ami allemand, Hans, de passage en fin de semaine, urbaniste, passionné de théâtre. Elle rend visite également à ses cousins (David, Denise...).
Elle y rencontre chez Eve, Jacqueline (40 ans), animatrice culturelle, s'occupant alors de mettre en scène une Antigone avec Djemila dans le rôle principal, puis le couple Irma (orthophoniste) et Karl (musicologue), enfin, un jeune Khmer anglophone de 25 ans. Et bien sûr, la voisine Touma, avec sa fille Mina (et sa chatte), dans l'immeuble, qui souffre que son fils Ali (30 ans) soit avec une française...
Ces rencontres et la fréquentation de la Bibliothèque nationale et universitaire (Strasbourg) permettent à Thelja, loin de l'Algérie et de Paris, d'approfondir sa recherche personnelle : l'oasis de Djeddi (d'où est originaire la famille paternelle), les Aurès (la montagne où son père a été tué au maquis, avant sa naissance, dans un rude hiver, d'où son prénom Neige), les camps de regroupement (avec le père dominicain de Marey). Elle cite René Char (L'éloge d'une soupçonnée), découvre et étudie l'abbesse et encyclopédiste Herrade de Landsberg (~1125-1195), se fait embaucher pour classer des documents, assiste aux répétitions d’Antigone...
Surtout, elle passe neuf nuits (ou presque) avec François, d'amour exigeant.
Dans le prologue, la ville est présentée dans son abandon par ses habitants, de septembre 1939 à juin 1940, date à laquelle paraît l'armée allemande, passée par Colmar. Le personnage évoque également la déroute de 1870 (Siège de Strasbourg, bombardements, incendies, massacres prussiens). Dans l'épilogue (Neige ou le poudroiement), situé en 1989, Thelja coupe les ponts...